# Deltorhinum robustum
Deltorhinum robustum är en skalbaggsart som beskrevs av François Génier 2010. Deltorhinum robustum ingår i släktet Deltorhinum och familjen bladhorningar. Inga underarter finns listade i Catalogue of Life.